# Angelo Poffo
John Angelo Poffo (10 de abril de 1925 – 4 de marzo de 2010), fue un luchador profesional y promotor de lucha libre estadounidense. Se mantuvo por unos años con su promoción International Championship Wrestling, situada en Tennessee, Kentucky y Arkansas. Fue el padre de "Leaping" Lanny Poffo y "Macho Man" Randy Savage.

## Carrera
Poffo comenzó a luchar en 1948 en el gimnasio de Karl Pojello ubicado en Illinois. Su primer encuentro fue en 1949 contra Ruffy Silverstein. Algunas veces luchó bajo el nombre de The Masked Miser y fue mánager de luchadores como el Miser. Se convirtió en heel en 1950. A mediados de 1950, Bronco Lubich fue su mánager. Ganó el Campeonato Peso Pesado de los Estados Unidos de la NWA (versión de Chicago) en 1958.
Conformó un equipo de villanos con Chris Markoff llamado "The Devil's Duo" en 1966, y Bobby Heenan fue su mánager. En 1973, fue parte del equipo "The Graduates" con Ken Dillinger.
Poffo luchó entre 1970 y 1980 usando una máscara como "The Carpet Bagger" para la promoción de lucha Atlantic Wrestling Grand Prix de Emile Dupre en las provincias marítimas de Canadá. También compró la promoción cuando sus hijos tuvieron la edad suficiente para unirse. Luchó con una máscara amarilla con un signo de dólar en la frente y subía al ring con una chaqueta de lentejuelas azul, con un gran signo de dólar en la parte posterior. Además manejó la Internacional Championship Wrestling desde 1979 hasta 1983 en Kentucky.
Su última lucha fue contra Luis Martínez en 1991.
Hizo algunas apariciones en la World Championship Wrestling (WCW) en 1995, como mánager de su hijo, Randy Savage. En una ocasión fue atacado por "The Nature Boy" Ric Flair, quien le aplicó una figure four leglock. En 1995, fue incluido en el Salón de la Fama de la WCW.

## Vida personal
Los padres de Poffo eran inmigrantes italianos. Fue receptor del equipo de béisbol de la Universidad DePaul. En la universidad estudió educación física y fue un jugador de ajedrez competitivo. Mientras servía en la Armada de los Estados Unidos en 1945, estableció un récord mundial en abdominales. Completó 6.033 abdominales cada cuatro horas y diez minutos. (De acuerdo con su hijo Lanny, después de las 6.000 abdominales, hizo 33 más, uno por cada año de la vida de Jesucristo).
En la universidad conoció a su futura esposa, Judy, con quien se casó el 6 de junio de 1949. Estuvieron casados por más de sesenta años, y juntos tuvieron dos hijos, Randy y Lanny.
Después de retirarse de la lucha libre profesional, Poffo enseñó educación física en Illinois.
El 4 de marzo de 2010, Poffo murió mientras dormía a la edad de 84 años. Está enterrado en el cementerio católico Queen of Heaven en Hillside, Illinois.
Un año después, fallecería su hijo Randy a la edad de 58 años después de sufrir un ataque de corazón mientras conducía.

## En lucha
- Movimientos finales
  - Italian Neckbreaker[4] (Neckbreaker)
  - Front facelock[2]

- Mánagers
  - Bronco Lubich[2]
  - Bobby Heenan[2]
  - Solomon Weingeroff[2]

## Campeonatos y logros
- Cauliflower Alley Club

- Other honoree (1996)

- International Championship Wrestling

- ICW Television Championship (1 vez)

- NWA Chicago

- NWA United States Heavyweight Championship (Chicago version) (1 vez)

- NWA Detroit

- NWA World Tag Team Championship (Detroit version) (1 vez) – con Lanny Poffo

- Southwest Sports, Inc.

- NWA Texas Tag Team Championship (1 vez) – con Bronco Lubich

- World Championship Wrestling

- WCW Hall of Fame (Class of 1995)

- World Wrestling Association

- WWA World Tag Team Championship (3 veces) – con Chris Markoff (2), Nikolai Volkoff (1)